# Lacey (Washington)
Lacey è una città di 39.250 abitanti situata nella contea di Thurston, nello Stato di Washington (USA).

## Geografia fisica
Secondo l'United States Census Bureau, la città ha una superficie totale di 42,3 km² dei quali 41,3 km² di territorio e 1 km² di acque.

## Società

### Evoluzione demografica
Secondo il censimento del 2009 la città contava 39.250 abitanti di cui 16.459 famiglie. La divisione razziale contava il 75,19% di bianchi, 8,76% di asiatici, 5,77% di afroamericani e 3,22% di altre razze. Gli ispanici o i latini erano il 5,90% della popolazione.

## Amministrazione

### Gemellaggi
- Mińsk Mazowiecki